# Wiwera indyjska
Wiwera indyjska, cyweta indyjska, cybeta (Viverra zibetha) – gatunek drapieżnego ssaka z podrodziny wiwer (Viverrinae) w obrębie rodziny wiwerowatych (Viverridae).

## Taksonomia
Gatunek po raz pierwszy zgodnie z zasadami nazewnictwa binominalnego opisał w 1758 roku szwedzki przyrodnik Karol Linneusz nadając mu nazwę Viverra zibetha. Holotyp pochodził z Indii. Podstawowe dane taksonomiczne podgatunków (oprócz nominatywnego) przedstawia poniższa tabelka:
| Podgatunek      | Oryginalna nazwa          | Autor i rok opisu           | Miejsce typowe                                              |
| --------------- | ------------------------- | --------------------------- | ----------------------------------------------------------- |
| V. z. expectata | Viverra zibetha expectata | Colbert & Hooijer, 1953     | Plejstocen; Yenchingkou, Syczuan, Chińska Republika Ludowa. |
| V. z. hainana   | Viverra zibetha hainana   | Wang & Xu, 1983             | Hajnan.                                                     |
| V. z. pruinosus | Viverra zibetha pruinosa  | Wroughton, 1917             | Thaget, rzeka Taninthayi, Taninthayi.                       |
| V. z. sigillata | Viverra zibetha sigillata | H.C. Robinson & Kloss, 1920 | Bang Nara, Patani, Malezja.                                 |
| V. z. surdaster | Viverra zibetha surdaster | O. Thomas, 1927             | Xieng Khouang, Laos.                                        |

Ważność V. tainguensis jest dyskusyjna; uznano ją za synonim V. zibetha.  Autorzy Illustrated Checklist of the Mammals of the World rozpoznają sześć podgatunków.

### Etymologia
- Viverra: łac. viverra „fretka”[25].
- zibetha: fr. civette „cyweta”, od wł. zibetto „cyweta”, od arab. zabbad „perfumy uzyskane z małego kota”[26].
- expectata: łac. exspectatus „oczekiwany, witany”, od exspectare „mieć nadzieję”, od spectare „rozważać”[27].
- hainana: Hajnan, Chińska Republika Ludowa[28].
- pruinosus: łac. pruinosus „oszroniony, zimny”, od pruina „szron”[29].
- sigillata: łac. sigillatus „ozdobiony małymi kształtami”, od sigilla „obraz, figurka, znak”, od signum „znak”; przyrostek zdrabniający -illa[30].
- surdaster: łac. surdaster „trochę głuchy, słabo słyszący”, od surdus „cichy, niewrażliwy, głuchy”[31].

## Zasięg występowania
Wiwera indyjska występuje w południowej, południowo-wschodniej i wschodniej Azji zamieszkując w zależności od podgatunku:
- V. zibetha zibetha – południowo-zachodnia Chińska Republika Ludowa (Tybetański Region Autonomiczny) do Nepalu i północno-wschodnich Indii.
- V. zibetha expectata – Chińska Republika Ludowa.
- V. zibetha hainana – Chińska Republika Ludowa (Hajnan).
- V. zibetha pruinosus – Mjanma.
- V. zibetha sigillata – Tajlandia i Malezja.
- V. zibetha surdaster – Laos, Wietnam i Kambodża.

Introdukowany na Andamany.

## Morfologia
Długość ciała (bez ogona) 75–85 cm, długość ogona 38–49,5 cm, długość ucha 4,7–5,2 cm, długość tylnej stopy 10,9–14 cm; masa ciała 8–9 kg. Umaszczenie żółtawobrunatne z rudymi plamami, z ciemną pręgą wzdłuż grzbietu, na ogonie i szyi biało-czarne pasy. Sierść długa. Na części ogonowej ciemne pierścienie.

## Tryb życia
Zamieszkuje lasy i zarośla. Zwierzę wszystkożerne, polowanie w nocy, żywi się ptakami, ssakami, rybami, wężami, krabami, jajami, a także owocami i korzonkami.

## Znaczenie
Bywa hodowana dla cywetu – substancji zapachowej wykorzystywanej w przemyśle perfumeryjnym.